# 조흔파
조흔파(趙欣坡, 1918년 11월 4일 ~ 1980년 12월 24일)는 한국의 소설가, 방송 작가이다. 본명은 조봉순(趙鳳淳). 

## 생애
평안남도 평양 출생으로  1941년 일본 센슈 대학 법과를 졸업하였다.
1950년대 초반 문단에 데뷔하여, 청소년 명랑 소설인 《얄개전》(1964)으로 유명해졌다. 이 작품은 1970년대 석래명이 영화화하여 큰 인기를 모으기도 했다. 
1947년까지 서울중앙방송국 아나운서로 일했고 경기여자고등학교 교사, 《현대여성》 주간, 신문사 논설위원, 1960년 공보실 공보국장으로 자리를 옮긴 뒤, 국무원 사무처 공보국장과 서울중앙방송국장 등을 역임하며 꾸준히 작품을 썼다.
1980년 지병인 당뇨로 세브란스병원에서 별세했다.

## 참고자료
- 한국영화데이터베이스 - 조흔파
- 박서림, 박서림의 〈從心漫筆〉(21) 얄개 趙欣坡 선생 (한국방송작가협회)